# D&S Fleisch
Die D&S Fleisch GmbH war bis 2010 ein deutsches Unternehmen mit Sitz in Essen (Oldenburg), Niedersachsen.
Das Unternehmen gehörte zu den größten Schlachtbetrieben in Deutschland und war auch in der Fleischverarbeitung tätig.
Das Unternehmen wurde 1988 als D&S Fleisch gegründet. Die Kürzel D&S standen für Dreckmann & Scholten. Das Unternehmen beschäftigte 2008 rund 1.000 Mitarbeiter und erwirtschaftete einen Umsatz von rund 600 Millionen Euro, davon 37 % über den Export, hauptsächlich nach West- und Osteuropa,  sowie Asien. Im Jahr 2008 wurden pro Woche 63.500 Schweine geschlachtet und zerlegt, für 2009 war eine Verdopplung der Kapazität geplant.
In einem Ranking der Top 150 Unternehmen der Fleischbranche wurde D&S Fleisch 2007 auf Platz 15 der Gesamtliste und Platz 4 für den Teilbereich Schweineschlachtung eingestuft.

## Übernahme
Das Unternehmen D+S Fleisch wurde im Jahr 2010 an die Danish Crown GmbH veräußert und wird seitdem als Vertriebsgesellschaft „Danish Crown Deutschland“ weitergeführt. Die ursprünglich zum Unternehmen gehörende und Convenience Food herstellende „Fleisch Krone Feinkost GmbH“ war dabei nicht Teil der Übernahme, sondern wird von den bisherigen Eigentümern weitergeführt. Anfang 2011 gab die EU-Kommission bekannt, dass sie keine Einwände gegen die Übernahme hat.

## Kritik
Wegen angeblich unhaltbarer Zustände, insbesondere im Zuge der seinerzeitigen Diskussion über EU-Arbeiter, wurde die ehemalige Geschäftsführung juristisch belangt. Hiervon berichtet auch der Journalist Adrian Peter in seinem Buch Die Fleischmafia.
Im November 2015 wurden von Report Mainz fortlaufende Missstände eines polnischen Subunternehmens bezüglich des Arbeitszeitgesetzes (verbotene Doppelschichten) und desolater Wohnunterkünfte berichtet. Report Mainz berichtete dabei auch, dass sich die Firma von diesem Unternehmen ab 2016 trennen werde.